# Mansión de Durbe
La Mansión de Durbe (en letón: Durbes pils; en alemán: Herrenhaus Durben) es una casa señorial neoclásica localizada en Tukums, en la región histórica de Zemgale, en Letonia. Es una de las mansiones clásicas más interesantes de Letonia. Hoy en día alberga parte de la colección del Museo de Tukums.

## Historia
Durbe fue mencionado por primera vez en fuentes escritas como mansión de Šlokenbeka en 1475. El núcleo del actual edificio data de 1671. En 1820, el Conde Christoph Johann von Medem encargó a Johann Gottfried Adam Berlitz remodelar completamente la fachada.
Entre 1789 y 1808, Ernst Karl Philip von Grothus usó la propiedad como casa de verano. Entre 1818 y 1838 la finca perteneció al Conde Medem, mientras que después perteneció al Conde Jaunpils von der Recke. La familia del Barón von der Recke poseyó la mansión desde 1848 hasta 1920, cuando se inició la reforma agraria.
En 1923, la mansión de Durbe fue regalada al famoso escritor y dramaturgo letón Rainis, que la tuvo en posesión hasta su muerte en 1929. Sin embargo, Rainis la usó para vivir solo por cortos periodos y fue usada mayormente como casa de vacaciones para profesores y sus familias. Después la mansión fue usada como sanatorio para pacientes tuberculosos y como hospital. Desde 1991, la mansión de Durbe es parte de la exhibición del museo de la ciudad de Tukums.